# Carmen Martínez Ramírez
Carmen Martínez Ramírez (n. Cuart de Poblet, 9 de diciembre de 1962) es una política española, militante del Partido Socialista del País Valenciano (PSPV). Es alcaldesa de Cuart de Poblet (Huerta Sur) desde 1999, y es secretaria general de la Agrupación provincial del PSPV de Valencia entre 2008 y 2012.

## Biografía
Es licenciada en medicina y cirugía, siendo médica especializada en medicina familiar y en salud comunitaria. Está casada y tiene un hijo. 
En 1987, fue elegida por primera vez concejal en el consistorio municipal y desde entonces ha ocupado diversos cargos de responsabilidad. En 1999, fue elegida alcaldesa de Cuart de Poblet con la mayoría absoluta, hito que repitió sucesivamente en las siguientes elecciones. También es diputada en las Corts Valencianes desde 2011.
En 2008 fue elegida secretaria general del PSPV provincial de Valencia con el 92% de los votos al congreso fundacional de la Agrupación provincial. hasta el 24 de junio de 2012.